# Ro (言語)
Roは、1904年からエドワード・パウエル・フォスター(Edward Powell Foster)によって作られたアプリオリ人工言語である。Roにおいて、語は分類システムを用いて作られる。たとえば、赤という語は"bofoc"で、黄色は"bofof"である。"bofo-"で始まる全ての語は色を示す。フォスターは、単に一般的なより良い言語を設計しようとしたのではなく、未知語の認知可能性として、一つの設計基準として彼の言語を最適化しようとした。

赤 bofoc
黄色 bofof
緑 bofog
青 bofol

白 bodoc
グレー bodog
黒 bodom
茶色 bodol

Roは、自然言語であれ人工言語であれ、何であれ他のどのような言語に対抗したり取って代わろうとして始まったのではなくて、それらのどれによって提案されたものでもない。意外なことであるが以下のような考えに近づいたからである。「筆記・印刷された語の外見において、その意味の僅かなヒントをも与えることがないことは、なんと奇妙なことだろう。なぜ語は絵であってはならないのか？以前決して見られなかっただろう新しい語は、最初から絵のように見られ、少なくとも目に意味のいくつかを伝達する。」
約2年間のこの言語の作成の後、フォスターは、1906年にRoに関する最初の小冊子を出版した。Roの定期刊行物の出版は、人間の知識を分類するもう一つの試みであるデューイ十進分類法の発明者メルヴィル・デューイを含む幾人かのアメリカ人スポンサーにより支援された。Roに関するもういくつかの本は、1932年まで長年にわたって現れた。
Roの一般的な批判は、2語間の違いを聞くことが難しくなりうるということである。通常、一つの子音が語を異なった意味にさせるが、意図された意味がしばしば文脈から推測できないほどに類似したままである。この特徴は、自然言語から独立して開発された語彙によって特徴付けられるアプリオリ言語の間で共通である。エスペラントとインターリングアのようなアポステリオリ言語は、アプリオリ型よりも一般的であり、それは恐らく部分的には、おなじみの語彙がその言語の学習と認識を容易にするからである。逆に言えば、アプリオリ言語はより中立的であるとみなされている。
ソルレソルは、より簡単な洞察を成し遂げた、より小さなシンボルの組を使った初期の分類言語である。Ygydeのような類似した目的に沿った設計する少数のより最近の試みがあったが、以後の多くの人工言語作成者は、上で言及された理由により、この分類学的または階層的デザインを避けた。